# Kostel svatého Michaela archanděla (Nová Ves v Horách)
Kostel svatého Michaela archanděla je římskokatolický kostel zasvěcený sv. Michaelovi archandělovi v Nové Vsi v Horách v okrese Most. Byl postaven v letech 1780–1784. Od roku 1963 je chráněn jako kulturní památka. Kostel je v rekonstrukci, již má novou střechu a báň věže, jsou opravovány omítky (2015).

## Historie

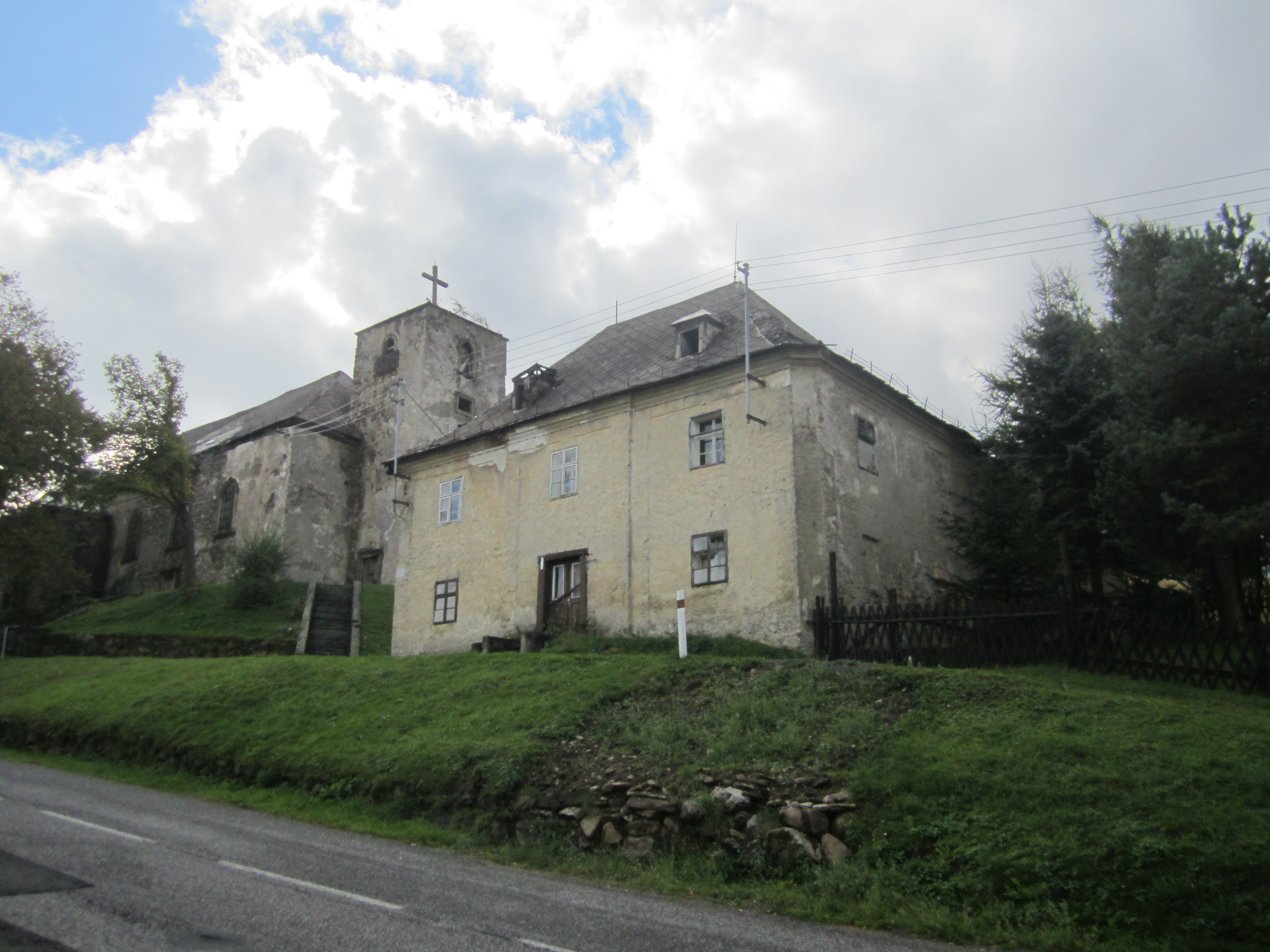
Pohled na kostel a faru

První dřevěný kostel sv. Michaela archanděla je zmiňován již v roce 1384. Tento kostel byl vypálen husity v roce 1429. Druhý kostel vznikl snad mezi lety 1520 až 1530. Od roku 1591 kostel sloužil evangelíkům. V roce 1629 byl opět vrácen katolické církvi. Po roce 1784, kdy byl vysvěcen současný kostel, byla stavba prodána a v roce 1886 vyhořela.
V roce 1768 se Nová Ves stala samostatnou farností. V roce 1779 byl vydán souhlas se stavbou nového kostela a stavba byla zahájena v roce 1780. V roce 1782 byla dokončena věž. Dne 14. září 1784 byly ze starého kostela přeneseny zvony a dne 19. září 1784 byl kostel vysvěcen.